# Regimente de grăniceri din Transilvania
Regimentele de grăniceri din Transilvania au fost unități militare din Transilvania care au participat între anii 1788-1790 la luptele împotriva Imperiului Otoman, iar între anii 1796-1797 la Războaiele napoleoniene.

## Teatre de operațiuni militare

### Luptele cu turcii (1788-1790)
„Izbucnind în anul 1788 războiul cu turcii, serviciul militar venise cu totul în desuetudinea claselor privilegiate, căci privilegiaților le plăcea mult mai bine să șadă acasă la familiile lor, să-și vadă de economie și petreceri, decât să dea piept cu turcii din munți și pe câmpiile României. Din această cauză, Curtea imperială se vedea constrânsă a completa și regimentele de linii mult cu juni români.”—George Barițiu - Istoria regimentului al II-lea românescu - Brașov, 1874, p.12.
Regimentul 2 grăniceresc de la Năsăud, condus de colonelul Heidendorf și fiind format din 3420 de soldați, a dus lupte în anul 1788 la Dorohoi, Botoșani, Baia și Fălticeni precum și la Hârlău și Adjud. În anul 1789 s-a făcut remarcat în luptele de la Valea Muierii, Pasul Bran alături de regimentul orlățean și o dată cu toamna aceluiași an a luptat în Muntenia la Câmpulung. În toate aceste bătălii au participat opt companii ale Regimentului 2 precum și două escadroane de husari secui și români. În următorul an, Regimentul 2 a luptat la Nicopole sub comanda colonelului Paul Kray și ca urmare a vitejiei soldaților români au fost decorați cu medalii de aur subofițerii Bob și Despot Dănilă, subcaporalul Șuca Dumitru și soldații Ion Spiridon și Holocea Pantelie. Ecourile luptelor de aici au ajuns și în publicațiile vieneze care au menționat în 13 noiembrie 1790 că: „La regimentul al doilea român grăniceresc din Transilvania găsim atestat categoric ceea ce este specific acestei națiuni și simbolul reprezentativ al acestui regiment: „Virtus romana rediviva”(virtutea romană reînviată)”.
Regimentul I a avut rol de consolidare a cordoanelor de frontieră ducând lupte la Vulcan și Turnu Roșu și au apărat Mănăstirea Sinaia în condiții de netă inferioritate. Alături de români, grănicerii secui în aceeași perioadă au luptat în Pasul Buzău.
- Frontul Rinului(1793-1796) - grănicerii români au participat în teatrele de operațiuni militare de la Zabérn, Bundenthal, Hagenau și Schwartzfeld.[3]

### Războaiele napoleoniene
„Din istoria campaniei lui Napoleon în Italia(1796-1797) e cunoscut faptul că războinicul împărat - pe atunci general tânăr, de 27 de ani - trei zile s-a zvârcolit degeaba să respingă un batalion de austrieci pe care dacă l-ar fi putut birui, ar fi zdrobit întreaga armată austriacă.”—George Coșbuc
- Grănicerii transilvăneni au participat în perioada 1796-1797 la războiul dintre Austria și Franța cu două batalioane formate din câte trei companii aparținătoare fiecărui regiment român, numărul total al combatanților activi fiind de 32 de ofițeri și 1880 de soldați. Batalionul 2 al regimentului năsăudean, participă:
  - în 30 octombrie 1796, la bătălia de pe râul  Piave sub comanda căpitanului Petre Meheșiu;
  - în 15-17 noiembrie 1796, la apărarea podului de la Arcole unde înregistrează 396 de morți;
  - în ianuarie 1797, la bătălia de la Rivoli unde principele Henric de Reus menționează: ...În puterea slujbei mele mă simt îndatorat să afirm că batalionul al treilea romîn din Transilvania, sub comanda maiorului Bohaciu, împreună cu celălalt batalion român, sub comanda maiorului contele Voestenradt, a dat, în bătălia de la Rivoli, în ianuarie 1797, dovadă strălucită de marele său curaj, nu numai în cucerirea cu asalt a fortificațiilor, ci și în regruparea lui, sub focul puternic al armatelor dușmane, în imediata apropiere a acestor fortificații.
  - la retragerea armatei imperiale austriece la Graubünden (Elveția), după înfrângerile catastrofale din Valea Padului și după capitularea fortăreței Mantova.

- În perioada 1800-1815 implicările regimentelor grănicerești au fost:
  - 14-15 mai 1800, luptele din defileurile Alpilor contra trupelor franceze comandate de generalul Massena;
  - 14 iunie 1800, batalionul 4 grăniceresc român ia parte după bătălia de la Marengo la luptele de pe valea Dunării;
  - 2-3 decembrie 1800, bătălia de la Lehnfeld și Hohenlinden;
  - 25-septembrie - 27 octombrie 1805, regimentele grănicerești reunite cu regimentul iliric bănățean participă la luptele de la Ulm și Kremsmünster, fără a putea opri intrarea armatelor franceze în Austria.
  - noiembrie 1805, grănicerii regimentului orlățean, conduși de locotenent-colonelul Leibinger, participă la luptele pentru apărarea Pratzenului. Trei batalioane năsăudene, unul din ele fiind comandat de căpitanul (ulterior avansat la grad de maior) Petre Nemeșiu, au apărat retragerea armatei imperiale;
  - 19-26 aprilie 1809, batalionul 1 al regimentului năsăudean este trimis în lupta contra trupelor poloneze, unde se evidențiază patru plutoane românești conduse de ofițerul Iliciu și subofițerul Moraru, care „..salvează trupele împărătești de un pericol cu mult mai mare decât o simplă retragere”. Trupele imperiale austriece erau conduse de arhiducele Ferdinand și erau cantonate la Varșovia;
  - în primăvara anului 1812, Regimentul 1 a asigurat paza frontierei de nord a imperiului;
  - 20 aprilie 1813 pleacă spre Galiția primul batalion al Regimentului 2 recrutat din satele Bârgăului și Iad, celelalte sunt trecute în carantină la Brașov, din cauza ciumei;
  - iunie 1813 două batalioane ale regimentului de la Orlat sunt dislocate în Boemia;
  - 16-19 octombrie 1813, în retragerea sa din campania din Rusia, Napoleon  pierde bătălia contra trupelor aliate de la Leipzig unde au participat și grănicerii din Caransebeș și cei din Orlat;
  - octombrie-noiembrie 1813, batalionul 1 năsăudean se evidențiază în Italia la Val Camonica;
  - 15 februarie 1814, același batalion la bătălia de la Salo: „...a împușcat pe mai mulți ofițeri de frunte și chiar pe adjutantul regelui”;
  - 27 ianuarie 1814, regimentul orlățean trece Rinul și luptă la Besançon;
  - 25 martie 1815, același regiment trimite un batalion (șase companii) în Piemont;

Statistica pierderilor suferite de grănicerii români:
- în campania 1792-1815, 27 de morți 592 răniți și 2184 dispăruți;[14]
- după luptele de la Marengo și Hohenlinde unde au participat 60 de husari, nu s-a întors niciunul acasă;[15]
- după pierderile campaniilor din Germania, Italia, Rusia, Austria și Franța au rămas 8523 de invalizi, adică 12,7% din total.[16]

## Folclor și literatură
- Eroul de la Königgrätz, de Șt. O. Iosif
- Înălțate împărate, doină culeasă de Nicolae Drăgan
- Împărate, împărate!, doină culeasă de Vasile Alecsandri